# Adam Friberg
Adam „friberg“ Friberg (* 19. Oktober 1991) ist ein schwedischer E-Sportler, welcher durch seine Erfolge mit den Ninjas in Pyjamas bekannt wurde, bei denen er von 2012 bis 2017 spielte.

## Karriere
Adam Friberg spielte bis 2012 Counter-Strike: Source für Teams wie H2k Gaming oder FM!Toxic und erreichte Erfolge bei kleineren LAN-Veranstaltungen. Seinen Durchbruch schaffte der unter dem Nickname friberg spielende Schwede in Counter-Strike: Global Offensive bei den Ninjas in Pyjamas. Mit seinen Teamkollegen erreichte Friberg im Jahr 2013 mehr als 20 Siege bei kleineren und mittelgroßen Turnieren. Als entry fragger seines Teams hat er entscheidend zum Gewinn der ESL One Cologne 2014 beigetragen, wo er einen K/D-Wert von 1.14 erreichte. Im Juni 2017 trennten sich die Ninjas in Pyjamas von Friberg. Kurz darauf schloss er sich OpTic Gaming an. Seit 2020 steht er bei Team Dignitas unter Vertrag.

## Erfolge
Die folgende Tabelle listet die größten Turniererfolge von Adam „friberg“ Friberg auf. Das angegebene Preisgeld bezieht sich auf einen Fünftel des Gesamtpreisgeldes des Teams, da Counter-Strike professionell stets in Fünfer-Teams gespielt wird.
| Jahr | Platz   | Turnier                                     | Team              | Persönliches Preisgeld |
| ---- | ------- | ------------------------------------------- | ----------------- | ---------------------- |
| 2012 | 1.      | ESWC 2012                                   | Ninjas in Pyjamas | 02.000 $               |
| 2012 | 1.      | DreamHack Winter 2012                       | Ninjas in Pyjamas | 30.000 SEK             |
| 2012 | 1.      | AMD Sapphire CS:GO Invitational             | Ninjas in Pyjamas | 02.000 $               |
| 2012 | 1.      | THOR Open 2012                              | Ninjas in Pyjamas | 20.000 SEK             |
| 2013 | 1.      | Copenhagen Games 2013                       | Ninjas in Pyjamas | 03.300 €               |
| 2013 | 1.      | RaidCall EMS One Spring Season              | Ninjas in Pyjamas | 02.400 $               |
| 2013 | 1.      | ESEA CS:GO Season 13 Global Invite Division | Ninjas in Pyjamas | 03.500 $               |
| 2013 | 1.      | DreamHack Summer 2013                       | Ninjas in Pyjamas | 14.000 SEK             |
| 2013 | 1.      | E-Sport SM 2012–2013 Championship Finals    | Ninjas in Pyjamas | 20.000 SEK             |
| 2013 | 1.      | ESEA CS:GO Season 14 Global Invite Division | Ninjas in Pyjamas | 04.000 $               |
| 2013 | 2.      | DreamHack Winter 2013                       | Ninjas in Pyjamas | 10.000 $               |
| 2013 | 1.      | Fragbite Masters 2013                       | Ninjas in Pyjamas | 14.000 SEK             |
| 2013 | 1.      | Svenska E-sportcupen 2013 Grand Finals      | Ninjas in Pyjamas | 30.000 SEK             |
| 2014 | 2.      | EMS One Katowice 2014                       | Ninjas in Pyjamas | 10.000 $               |
| 2014 | 1.      | Copenhagen Games 2014                       | Ninjas in Pyjamas | 02.800 €               |
| 2014 | 1.      | DreamHack Summer 2014                       | Ninjas in Pyjamas | 02.000 $               |
| 2014 | 1.      | IronGaming Finals 2014                      | Ninjas in Pyjamas | 02.000 $               |
| 2014 | 1.      | ESL One Cologne 2014                        | Ninjas in Pyjamas | 20.000 $               |
| 2014 | 2.      | DreamHack Winter 2014                       | Ninjas in Pyjamas | 10.000 $               |
| 2015 | 2.      | MLG X Games Aspen CS:GO 2015                | Ninjas in Pyjamas | 02.500 $               |
| 2015 | 1.      | ASUS ROG CS:GO Winter 2015                  | Ninjas in Pyjamas | 02.400 $               |
| 2015 | 2.      | ESL One Katowice 2015                       | Ninjas in Pyjamas | 10.000 $               |
| 2015 | 2.      | Gfinity 2015 Spring Masters I               | Ninjas in Pyjamas | 03.000 $               |
| 2015 | 3.      | CCS Finals Season 1                         | Ninjas in Pyjamas | 02.000 $               |
| 2015 | 1.      | ESPORTSM 2015                               | Ninjas in Pyjamas | 20.000 SEK             |
| 2015 | 2.      | Gfinity 2015 Summer Masters I               | Ninjas in Pyjamas | 04.000 $               |
| 2015 | 5. – 8. | ESL One Cologne 2015                        | Ninjas in Pyjamas | 02.000 $               |
| 2015 | 3. – 4. | ESL ESEA Pro League Dubai Invitational 2015 | Ninjas in Pyjamas | 05.000 $               |
| 2015 | 3. – 4. | Gfinity Champion of Champions 2015          | Ninjas in Pyjamas | 02.000 $               |
| 2015 | 3. – 4. | DreamHack Cluj-Napoca 2015                  | Ninjas in Pyjamas | 04.400 $               |
| 2015 | 2.      | Fragbite Masters Season 5                   | Ninjas in Pyjamas | 25.000 SEK             |
| 2016 | 5. – 8. | MLG Major Championship: Columbus 2016       | Ninjas in Pyjamas | 07.000 $               |
| 2016 | 1.      | DreamHack Masters Malmö 2016                | Ninjas in Pyjamas | 20.000 $               |
| 2016 | 1.      | ESL Pro League Season 3 EU Division         | Ninjas in Pyjamas | -                      |
| 2016 | 3. – 4. | ESL Pro League Season 3 Finals              | Ninjas in Pyjamas | 08.800 $               |
| 2016 | 2.      | DreamHack Summer 2016                       | Ninjas in Pyjamas | 04.000 $               |
| 2016 | 5. – 8. | Eleague Season 1                            | Ninjas in Pyjamas | 10.000 $               |
| 2016 | 1.      | Star Ladder i-League StarSeries Season 2    | Ninjas in Pyjamas | 26.000 $               |
| 2016 | 3. – 4. | ESL Pro League Season 4 Finals              | Ninjas in Pyjamas | 09.000 $               |
| 2016 | 1.      | IEM XI - Oakland                            | Ninjas in Pyjamas | 25.600 $               |
| 2016 | 5. – 8. | Eleague Season 2                            | Ninjas in Pyjamas | 10.000 $               |